# Lil Twist
Lil Twist (* 11. Januar 1993 in Oak Cliff, Texas, bürgerlich Christopher Lynn Moore), auch bekannt unter seinem Pseudonym Twizzy F., ist ein US-amerikanischer Rapper, der seit 2007 bei dem Label Cash Money Records und seit 2009 auch bei Young Money unter Vertrag steht.

## Karriere und Leben
Twist war 2007 auf einem Musikfestival in Texas, wo er die Rapper Birdman und Lil Wayne kennenlernte. Dort konnte Twist sein Talent beweisen und bekam seinen Plattenvertrag bei Cash Money, weil Lil Wayne meinte, dass er ein „talentierter Junge“ sei. Er veröffentlichte 2007 seine erste Single The Texas. 2008 produzierte er mit seinem Freund Khalil Hey Lil Mama, das nach nur wenigen Tagen 20 Millionen Aufrufe bei Vimeo hatte. Er arbeitet auch mit Gudda Gudda, Kyle Massey, Justin Bieber und Lil Chuckee zusammen.
2013 wurde Lil Twist wegen Alkoholeinfluss am Steuer und Widerstand in Los Angeles verhaftet.
Im März 2015 drangen er und vier weitere Männer in die Villa von Kyle Massey ein, mit dem er Streit hatte. Sie trafen Massey nicht an, aber seinen kleinen Bruder Christopher, den sie verprügelten, ausraubten und anschließend fesselten. Twist und seine Kompanen wurden wegen Einbruchs, Körperverletzung, Diebstahl und Nötigung angeklagt.

## Diskografie
Mixtapes
- 2009: Year Book (Young Money Entertainment)
- 2009: Class President (Young Money Entertainment)
- 2010: The Takeover (Young Money Entertainment)
- 2011: The Golden Child (Young Money Entertainment)
- 2012: 3 Weeks in Miami (mit Khalil, YMCMB)
- 2016: The Golden Child 2